# La gran familia española
La gran familia española is een Spaanse film uit 2013, geregisseerd door Daniel Sánchez Arévalo.

## Verhaal
Efraín (Patrick Criado) is de jongste in een gezin van vijf broers: Adam (Antonio de la Torre), Benjamín (Roberto Álamo), Caleb (Quim Gutiérrez) en  Daniel (Miquel Fernández). Als kind vraagt hij zijn klasgenootje Carla of ze met hem wil trouwen wanneer ze 18 zijn. Acht jaar later staat de bruiloft gepland en de hele familie is uitgenodigd. Het duurt niet lang voordat er van alles mis gaat.

## Rolverdeling
| Acteur              | Personage        |
| ------------------- | ---------------- |
| Antonio de la Torre | Adán             |
| Roberto Álamo       | Benjamín         |
| Quim Gutiérrez      | Caleb            |
| Miquel Fernández    | Daniel           |
| Patrick Criado      | Efraín           |
| Héctor Colomé       | Padre            |
| Verónica Echegui    | Cris             |
| Arancha Martí       | Carla            |
| Sandra Martín       | Mónica           |
| Raúl Arévalo        | Camarero Arévalo |

## Ontvangst

### Prijzen en nominaties
De film werd genomineerd voor 11 Premios Goya, waarvan de film er twee won. 
| Jaar | Prijs                           | Categorie                | Genomineerde                                     | Resultaat   |
| ---- | ------------------------------- | ------------------------ | ------------------------------------------------ | ----------- |
| 2014 | Premios Goya (28ste uitreiking) | Beste film               | La gran familia española                         | Genomineerd |
| 2014 | Premios Goya (28ste uitreiking) | Beste regisseur          | Daniel Sánchez Arévalo                           | Genomineerd |
| 2014 | Premios Goya (28ste uitreiking) | Beste mannelijke bijrol  | Roberto Álamo                                    | Gewonnen    |
| 2014 | Premios Goya (28ste uitreiking) | Beste mannelijke bijrol  | Antonio de la Torre                              | Genomineerd |
| 2014 | Premios Goya (28ste uitreiking) | Beste debuterend acteur  | Patrick Criado                                   | Genomineerd |
| 2014 | Premios Goya (28ste uitreiking) | Beste origineel scenario | Daniel Sánchez Arévalo                           | Genomineerd |
| 2014 | Premios Goya (28ste uitreiking) | Beste montage            | Nacho Ruiz Capillas                              | Genomineerd |
| 2014 | Premios Goya (28ste uitreiking) | Beste geluid             | Carlos Faruolo, Jaime Fernándezo                 | Genomineerd |
| 2014 | Premios Goya (28ste uitreiking) | Beste speciale effecten  | Juan Ramón Molina, Juan Ventura Pecellín         | Genomineerd |
| 2014 | Premios Goya (28ste uitreiking) | Beste grime en haarstijl | Lola López, Itziar Arrieta                       | Genomineerd |
| 2014 | Premios Goya (28ste uitreiking) | Beste origineel nummer   | Josh Rouse ("Do You Really Want To Be In Love?") | Gewonnen    |